# سمن نباتي
السمن النباتي أو المهدرج أو المَرغرين هو مادة غذائية بديلة للسمن الحيواني يتم تصنيعها من الزيوت النباتية أو من الشحوم الحيوانية بعملية الهدرجة. لا يعد المَرغرين غذاء صحيا وقد تسبب أمراض القلب. يطلق البعض اسم المَرغرين على الزبدة نفسها. تدخل في كثير من الصناعات الغذائية كالبسكويت والمعجنات والمخبوزات. تصنع الزبدة من زبدة الحليب، في حين أن المَرغرين الحديث مصنوع بشكل أساسي من الزيت النباتي المكرر، والماء.
يتكون المَرغرين من مستحلب من الماء في الدهن، مع قطرات صغيرة من الماء مشتتة بشكل موحد عبر طور دهني في شكل بلوري مستقر.

## تاريخه
صُنع لأول مرة في فرنسا عام 1869، وقد إبتكره «هيبوليت» استجابةً لتحدي الإمبراطور نابليون الثالث لإنشاء بديل زبدة من لحم البقر للقوات المسلحة والطبقات الدنيا. نشأت المَرغرين مع إكتشاف الكيميائي الفرنسي ميشيل أجين شفرول عام 1813 لحمض المارجريك. اعتبر العلماء في ذلك الوقت حمض المارجريك، مثل حمض الأوليك وحمض دهني، كأحد الأحماض الدهنية الثلاثة التي تشكل مجتمعة معظم الدهون الحيوانية. في عام 1853، حلل الكيميائي الإنشائي الألماني فيلهلم هاينريش هاينز حمض المارجريك على أنه مجرد مزيج من حمض دهني وحمض البالمتيك غير المعروف سابقًا.

## مناقشة اللون
في حين أن الزبدة التي تنتجها الأبقار كانت ذات لون أصفر قليلاً، فإن السمن كان لونه أبيض. في أواخر ثمانينيات القرن التاسع عشر، بدأ المصنعون في تلوين المَرغرين الأصفر لتحسين المبيعات. أصبحت شركات الألبان، خاصة في ولاية ويسكونسن، منزعجة من التهديد المحتمل لأعمالها وبحلول عام 1902، نجحت في إصدار تشريع يحظر تلوين المنتج الأبيض الصارخ. ردا على ذلك، وزعت شركات السمن المَرغرين مع علبة من تلوين الطعام الأصفر.
تم وضع المنتج في وعاء وخلط التلوين يدويًا. إستغرق هذا بعض الوقت والجهد، ولم يكن من غير المعتاد أن يتم تقديم المنتج النهائي كمنتج مخطط باللون الأصفر الفاتح والداكن، أو حتى الأبيض. خلال الحرب العالمية الثانية، كان هناك نقص في الزبدة في الولايات المتحدة، وانتشر مصطلح «الأوليومارجرين».في عام 1951، تلقت شركة دينيسون براءة الاختراع الأمريكية 2,553,513 لطريقة لوضع كبسولة من الصبغة الصفراء داخل عبوة بلاستيكية من المَرغرين.
بعد الشراء، تم تكسير الكبسولة داخل العبوة، ثم تعجن العبوة لتوزيع الصبغة. حوالي عام 1955، تم إلغاء قوانين التلوين الإصطناعي، وأصبح من الممكن بيع المَرغرين مرة أخرى ملونًا مثل الزبدة. في حوالي ثلاثينيات وأربعينيات القرن العشرين، طور آرثر إمهاوزن ونفذ عملية صناعية في ألمانيا لإنتاج الدهون الصالحة للأكل عن طريق أكسدة شمع البارافين الاصطناعي المصنوع من الفحم.
تم تقطير المنتجات جزئياً وتم الحصول على الدهون الصالحة للأكل من C9-C16 جزء تم تفاعله مع الجلسرين مثل ذلك المركب من البروبيلين. وجد أن المَرغرين المصنوع منها مغذي وذو مذاق مقبول، وقد تم دمجه في الأنظمة الغذائية التي تساهم بما يصل إلى 700 سعرة حرارية في اليوم. تتطلب العملية 60 كجم على الأقل من الفحم لكل كجم من الزبدة الإصطناعية. توقفت تلك العملية الصناعية بعد الحرب العالمية الثانية بسبب عدم كفاءتها.
أثناء تقنين الحرب العالمية الثانية في بريطانيا العظمى، كان هناك نوعان فقط من المَرغرين متاحان: علامة تجارية متميزة وعلامة تجارية أرخص.
مع نهاية التقنين في عام 1955، إنفتح السوق على قوى العرض والطلب، وأصبح تسويق العلامة التجارية سائدًا. أعطت المنافسة بين كبار المنتجين مزيدًا من الزخم مع بداية الإعلان التلفزيوني التجاري في عام 1955، وخلال الخمسينيات والستينيات من القرن الماضي، تنافست الشركات المتنافسة مع بعضها البعض لإنتاج المَرغرين الذي طعمه أشبه بالزبدة.

## عملية التصنيع

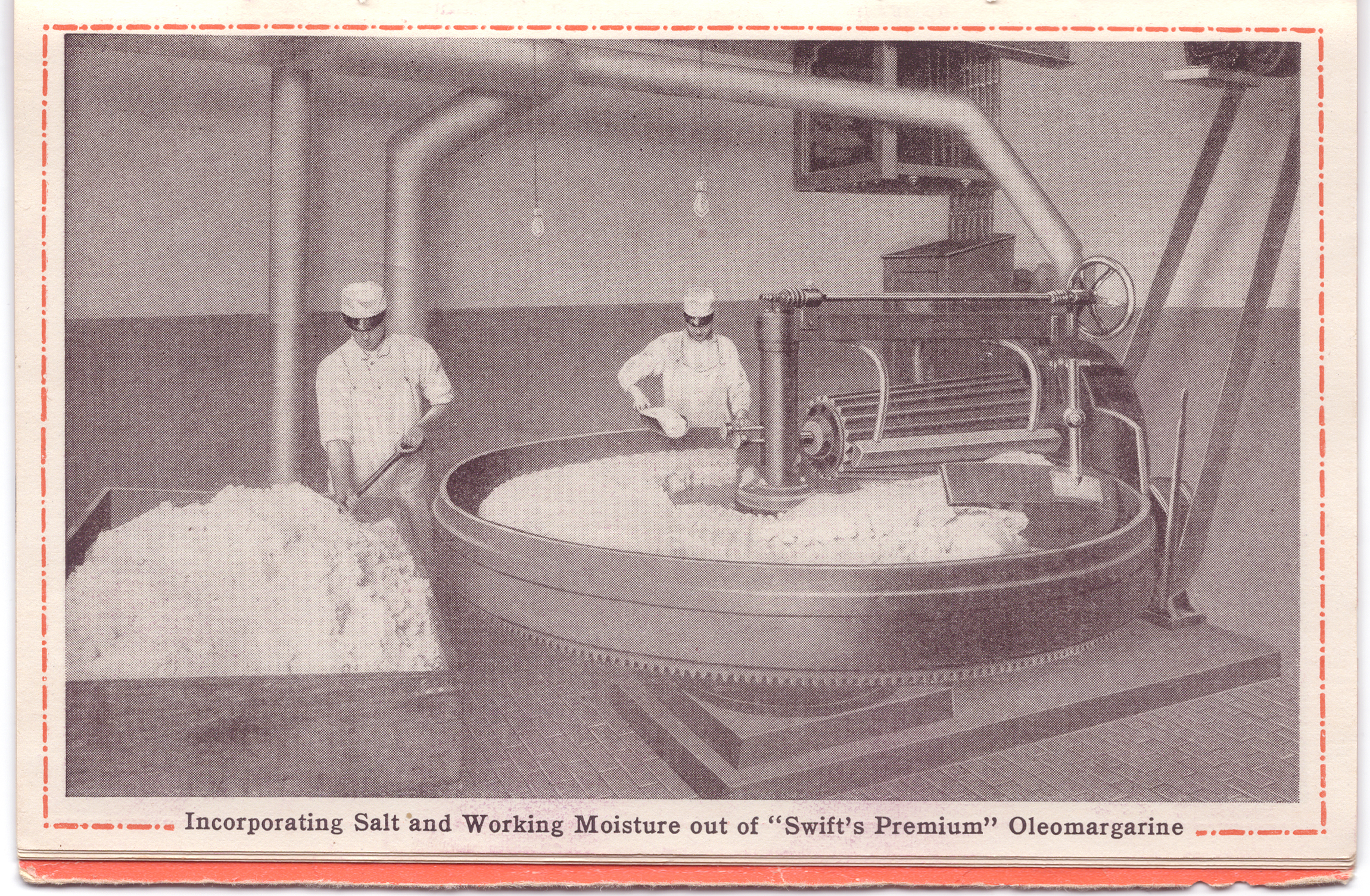
أحد مصانع السمن النباتي.

تتكون الطريقة الأساسية لصنع المَرغرين اليوم من إستحلاب مزيج من الزيوت والدهون من مصادر نباتية وحيوانية، والتي يمكن تعديلها باستخدام التجزئة أو التصفية أو الهدرجة، مع الحليب منزوع الدسم الذي يمكن تخميره أو تحمضه أو الملح أو الستريك أو حمض اللاكتيك، تبريد الخليط لتجميده، والعمل عليه لتحسين القوام. يمكن أن تتراوح أنواع السمن النباتي والدهون النباتية القابلة للدهن الموجودة في السوق من 10٪ إلى 90٪ من الدهون، إعتمادًا على تسويق النظام الغذائي والغرض منه (النشر أو الطهي أو الخبز). المَرغرين الأكثر ليونة مصنوعًا من زيوت مهدرجة أقل وزيوت سائلة أكثر من السمن النباتي.
هناك ثلاثة أنواع شائعة من المَرغرين:
- المَرغرين السائل المعبأ للطهي أو فوق الأطباق.
- دهون نباتية لينة قابلة للدهن، غنية بالدهون الأحادية أو المتعددة غير المشبعة، المصنوعة من القرطم، عباد الشمس، فول الصويا، بذور القطن، بذور اللفت، أو زيت الزيتون.
- المَرغرين الصلب (أحيانًا غير ملون) للطبخ أو الخبز.

من الناحية الفنية، يعتبر المَرغرين شكلاً من أشكال السمن، ولكن المنتجات التجارية التي تباع على أنها «سمن» عادة ما تكون غير ملونة ولا طعم لها مثل الزبدة.

لإنتاج السمن يتم إستخلاص الزيوت والدهون الأولى، على سبيل المثال بالضغط من البذور ثم تكريرها. قد تخضع الزيوت لعملية هدرجة كاملة أو جزئية لتصلبها. يتم الإحتفاظ بخليط الحليب/ الماء منفصلاً عن خليط الزيت حتى خطوة المستحلب. يتم تدفئة الدهون بحيث تصبح سائلة أثناء عملية الخلط. تضاف الإضافات القابلة للذوبان في الماء إلى خليط الماء أو الحليب، وتضاف المستحلبات مثل الليسيثين للمساعدة في تشتيت طور الماء بالتساوي في جميع أنحاء الزيت.

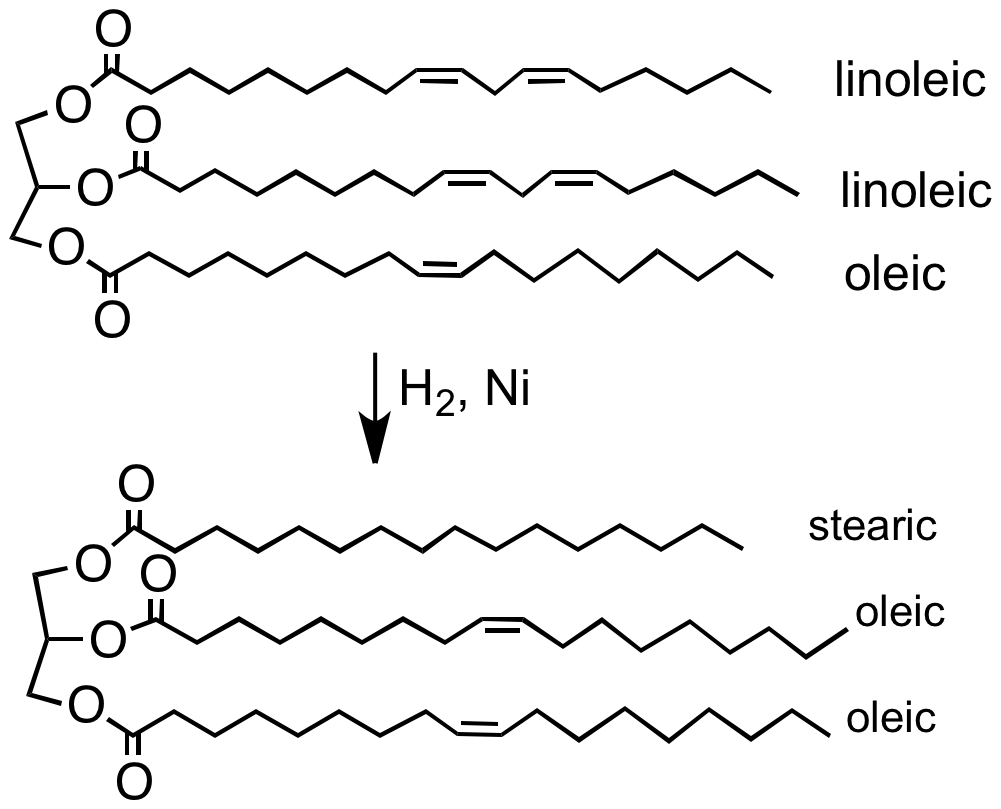
الهدرجة الجزئية لزيت نباتي نموذجي إلى مكون نموذجي من المارفرين. تتم إزالة معظم الروابط المزدوجة C = C في هذه العملية مما يرفع درجة إنصهار المنتج.

تشمل الإضافات الأخرى القابلة للذوبان في الماء الحليب المجفف منزوع الدسم والملح وحمض الستريك وحمض اللبنيك والمواد الحافظة مثل سوربات البوتاسيوم. يتم خلط المضافات الدهنية القابلة للذوبان في الزيت. وتشمل هذه الكاروتينات للتلوين ومضادات الأكسدة. ثم يتم إستحلاب الخليطين عن طريق إضافة الزيت ببطء إلى خليط الحليب/ الماء مع التقليب المستمر. بعد ذلك، يبرد الخليط. يتجنب التبريد السريع إنتاج البلورات الكبيرة وينتج عنه ملمس ناعم. ثم يتم لف المنتج أو عجنه. أخيرًا، قد يتم تهوية المنتج بالنيتروجين لتسهيل إنتشاره.

### الهدرجة
الدهون النباتية والحيوانية هي مركبات متشابهة لها نقاط إنصهار مختلفة. تعرف الدهون التي تكون سائلة في درجة حرارة الغرفة بالزيوت. ترتبط نقاط الإنصهار بوجود روابط كربون مزدوجة في مكونات الأحماض الدهنية. يعطي عدد أكبر من الروابط المزدوجة نقطة إنصهار أقل. يمكن تحويل الزيوت إلى مواد صلبة في درجة حرارة الغرفة من خلال الهدرجة.
عادة يتم هدرجة الزيوت الطبيعية عن طريق تمرير غاز الهيدروجين عبر الزيت بوجود محفز نيكل، تحت ظروف خاضعة للرقابة. من الهيدروجين إلى الروابط غير المشبعة (روابط C = C المزدوجة) ينتج عنها روابط CC مشبعة، مما يزيد بشكل فعال من نقطة إنصهار الزيت وبالتالي «يتصلب». ويرجع ذلك إلى زيادة قوى فان دير فالس بين الجزيئات المشبعة مقارنة بالجزيئات غير المشبعة.
ومع ذلك، نظرًا لوجود فوائد صحية محتملة في الحد من كمية الدهون المشبعة في النظام الغذائي للإنسان، يتم التحكم في العملية بحيث يتم هدرجة ما يكفي فقط من الروابط لإعطاء القوام المطلوب. يقال إن السمن النباتي المصنوع بهذه الطريقة يحتوي على الدهون المهدرجة. تُستخدم هذه الطريقة اليوم مع بعض أنواع السمن النباتي على الرغم من تطوير العملية وأحيانًا يتم استخدام محفزات معدنية أخرى مثل البلاديوم.
التواجد في الطعام
تشير رابطة القلب الأميركية إلى أن مصطلح السمن النباتي تعني تلك النوعية من الدهون التي تتكون حينما تمر الزيوت النباتية الطبيعية في عملية كيميائية تُسمى الهدرجة. والتي يتم فيها إضافة ذرات الهيدروجين إلى جزيئات الزيوت تلك غير المشبعة. وعملية إشباع الزيوت بالهيدروجين المقصود الرئيس منها هو إكساب تلك الزيوت النباتية الطبيعية قدرات فائقة غير طبيعية على مقاومة العوامل التي تُعجل في تأكسد الدهون وبالتالي فسادها، ما يعني أن مدة صلاحيتها ستتجاوز بمراحل عديدة جداً ما هو طبيعي منها. وتأثرها بالحرارة أو ضوء الشمس أو الهواء سيكون أيضاً أقل.
وتضيف الرابطة إن هدرجة الزيوت النباتية يجعل من السهل استخدامها في إعداد أطعمة تعيش لمدة أطول دون أن تفسد، وكذلك تُعطيها نكهة أفضل وشكلاً ذا بُنية غير قابلة للذبول. ولذا فإن السمن متركزة في المأكولات المقلية والـ «دونـت» والحلويات من المعجنات والمعجنات المخبوزة والمقرمشات والبسكويت وغيرها كثير.

## التغذية
بكمية مرجعية 100 جرام، المَرغرين المصنوع من زيت فول الصويا والمبستر، يوفر 628 سعرة حرارية، ويتكون من 70٪ دهون، 2٪ كربوهيدرات، 26٪ ماء، وبروتين. كان المَرغرين المرجعي غنيًا بفيتامين E و37٪ من القيمة اليومية D.V، يحتوي على 35 ملغ جاما توكوفيرول والصوديوم (47٪ D.V) مضافًا كملح للنكهة. ما لم تكن مدعمة بالمغذيات الدقيقة أثناء التصنيع، فلا توجد مغذيات أخرى ذات محتوى مهم. يمكن إضافة فيتامين أ وفيتامين د للتقوية.

### كمية الدهون
تتشابه أدوار الزبدة والسمن التقليدي (80٪ دهن) فيما يتعلق بمحتواها من الطاقة، ولكن السمن قليل الدسم والأطعمة القابلة للدهن متاحة أيضًا على نطاق واسع.

### دهون مشبعة
إن استبدال الدهون المشبعة وغير المشبعة بدهون أحادية غير مشبعة أو غير مشبعة غير مهدرجة يكون أكثر فعالية في الوقاية من أمراض القلب التاجية من تقليل تناول الدهون بشكل عام.
مشاهدة الدهون المشبعة وأمراض القلب والأوعية الدموية.
يمكن أن تحتوي الدهون النباتية على 7٪ إلى 86٪ من الأحماض الدهنية المشبعة. تميل الزيوت السائلة (زيت الكانولا وزيت عباد الشمس) إلى أن تكون منخفضة المستوى، في حين أن الزيوت الإستوائية (زيت جوز الهند وزيت نواة النخيل) والزيوت المهدرجة المصلبة بالكامل هي في أعلى مستوى. مزيج المَرغرين هو مزيج من كلا النوعين من المكونات. بشكل عام، يحتوي المَرغرين الأكثر صلابة على المزيد من الدهون المشبعة.
يحتوي المَرغرين النموذجي على 10٪ إلى 20٪ من الدهون المشبعة. تحتوي دهن الزبدة العادية على 52 إلى 65٪ دهون مشبعة. يوصي المعهد الأمريكي للطب وهيئة سلامة الغذاء الأوروبية بأن تناول الدهون المشبعة يكون أقل ما يمكن.

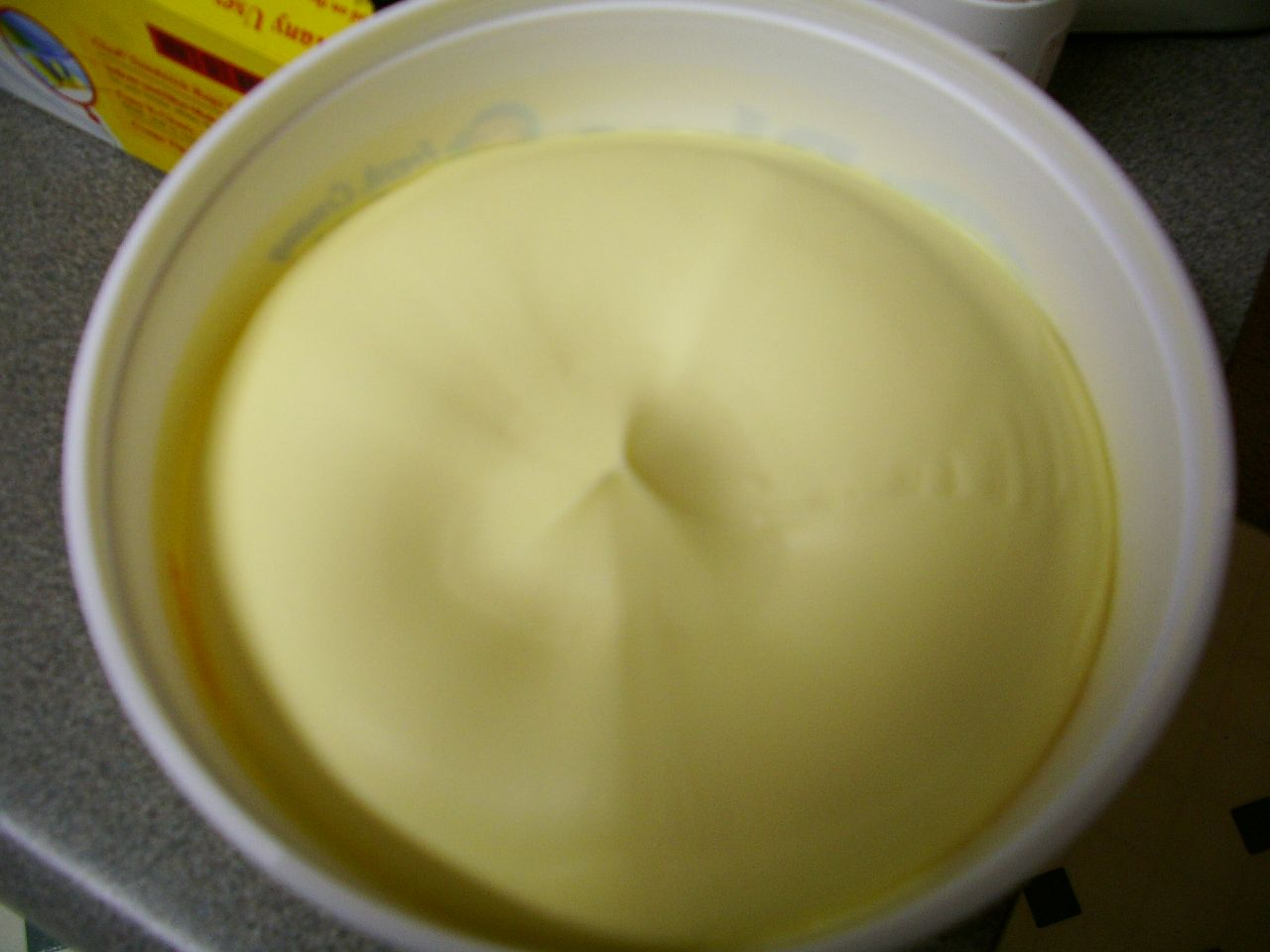
وعاء يحتوي على المَرغرين.

### دهون غير مشبعة
تم العثور على إستهلاك الأحماض الدهنية غير المشبعة لخفض مستويات الكوليسترول LDL وزيادة مستويات الكوليسترول HDL في الدم، وبالتالي تقليل خطر الإصابة بأمراض القلب والأوعية الدموية.
هناك نوعان من الزيوت غير المشبعة: الدهون الأحادية والمتعددة غير المشبعة، وكلاهما معترف بهما على أنهما مفيد للصحة على عكس الدهون المشبعة. تحتوي بعض الزيوت النباتية المزروعة على نطاق واسع، مثل زيت الكانولا وعباد الشمس والقرطم وزيت الزيتون على كميات عالية من الدهون غير المشبعة. أثناء تصنيع المَرغرين، قد يقوم المصنعون بتحويل بعض الدهون غير المشبعة إلى دهون مهدرجة أو دهون متحولة لمنحها درجة إنصهار أعلى حتى تظل صلبة في درجات حرارة الغرفة.

### كوليسترول
ترتبط المستويات المرتفعة من الكوليسترول، وخاصة البروتين الدهني منخفض الكثافة، بزيادة خطر الإصابة بتصلب الشرايين وتشكيل تصلب الشرايين. يمكن أن يؤدي تضيق الأوعية الدموية إلى إنخفاض تدفق الدم إلى الدماغ والقلب والكلى وأجزاء أخرى من الجسم.
على الرغم من الحاجة إلى الكوليسترول في التمثيل الغذائي، إلا أنه ليس ضروريًا في النظام الغذائي، لأن إنتاج الجسم يزداد حسب الحاجة عند إنخفاض المدخول الغذائي. يصنع جسم الإنسان الكولسترول في الكبد، ويكيف الإنتاج وفقًا لإستهلاكه الغذائي، وينتج حوالي 1 جرام من الكوليسترول يوميًا أو 80٪ من إجمالي الكوليسترول المطلوب في الجسم. 20٪ المتبقية تأتي مباشرة من تناول الطعام (في أولئك الذين يأكلون المنتجات الحيوانية).
إن تناول الكوليسترول بشكل عام كغذاء له تأثير أقل على مستويات الكوليسترول في الدم من نوع الدهون التي يتم تناولها. معظم أنواع المَرغرين نباتية وبالتالي لا تحتوي على الكوليسترول، بينما تحتوي ملعقة صغيرة (5 جرام) من الزبدة على 10.8 مجم من الكوليسترول.

## بدائل السمن النباتي
للسمن فوائد عديدة ومهمة، فهي تعطي للطعام قواماً ليناً، وتحقق للجسم الشبع، كما تحتوي على مصدر مهم لبعض الفيتامينات وتضمن استمرار إنتاج الطاقة الضرورية للجسم، ولكن مع كل هذه الأهمية يجب ألا تتعدى نسبتها من الطعام 15%. ويقول خبراء التغذية إن مصادر الدهون اثنان، الأول حيواني ويتمثل في السمن والزبد والقشدة، والثاني نباتي ويتمثل في زيوت الذرة، عباد الشمس، بذرة القطن، زيت النخيل وزيت الزيتون.
أفضل أنواع الزيوت والتي عادة ما ينصح بها الأطباء هو زيت الزيتون (ليس بكل أنواعه بل فقط المدون عليه عصره أولى على البارد أو زيت زيتون بكر) وزيت الكانولا «زيت بذور اللفت».

## أضرار السمن
إن الأدلة العلمية الطبية تشير إلى أن تناول الدهون المتحولة يرفع من نسبة الكوليسترول الخفيف الضار بالجسم، ويُقلل من نسبة الكوليسترول الثقيل المفيد للجسم وهذا يتسبب في إصابة الشرايين بمرض تصلب الشرايين وظهور ترسبات الكوليسترول السادّة في أجزائها، الأمر الذي يُؤدي إلى أمراض شرايين القلب والسكتة الدماغية.
ومن الناحية الصحية فإنه لا يُعلم حتى اليوم أي فائدة من تناول هذا النوع من الدهون، بل على العكس فإن كل المُؤشرات العلمية الطبية تتحدث عن مضارها على صحة الإنسان. ولذا يحرص أطباء القلب وغيرهم على النصيحة بتجنب تناولها وتناول الأطعمة المحتوية عليها أسوة بتحذيرهم من تناول الدهون المشبعة والكوليسترول. لكن الفارق في التحذير أن ثمة منافع للإنسان من تناول الدهون المشبعة والكوليسترول بكميات قليلة، بخلاف الدهون المتحولة الدخيلة على حياة الإنسان وطعامه، والتي لا قيمة أو منفعة منها البتة.

### أمراض الشريان التاجي
بالإضافة إلى ما ذكرناه بالنسبة لانسداد الشريان التاجي للقلب، فإن كثرة تناول أطعمة تحتوي على السمن (المحمرات والمقليات) تؤثر بصفة عامة على تكلس كل شرايين وأوردة الجسم مما يقلل من مرور الدم في الأعضاء فتقل كفاءتها، مثل الكلى والرئتين؛ فتأثيرها قد يسبب تسمم في الدم.
لهذا فإن الاتحاد الأوروبي أصدر توجيها بتحديد كمية السمن في الغذاء بحيث لا يزيد عن 2% من السعرات المتناولة في الغذاء يوميا، وهذا ما يعادل 5 جرام منها يوميا.".